# Hasegawaea japonica
Hasegawaea japonica är en svampart som först beskrevs av Yukawa & Maki, och fick sitt nu gällande namn av Y. Yamada & I. Banno 1987. Hasegawaea japonica ingår i släktet Hasegawaea och familjen Schizosaccharomycetaceae.   Inga underarter finns listade i Catalogue of Life.